# Saint-Denis
Saint-Denis je město v severní části metropolitní oblasti Paříže ve Francii v departmentu Seine-Saint-Denis a regionu Île-de-France. Od centra Paříže je vzdálené 9,4 km.

## Historie
Křesťanskou obec zde ve 3. století založili italští misionáři v čele s pařížským biskupem svatým Divišem (+250 n. l.), který byl podle legendy sťat Galy v Paříži a svou hlavu v rukou donesl až sem, aby na tomto místě byl postaven křesťanský chrám. V křesťanské tradici pokračovalo opatství benediktinů a merovejští králové. Jako první z nich zde Dagobert I. koncem 7. století obnovil ženský klášter s chrámem svaté Jenovéfy. Kolem něj byla v 70. letech 20. století prozkoumána archeologická lokalita kultury raného až vrcholného středověku, jejíž bohaté nálezy jsou vystaveny v regionálním muzeu.
Při klášteře benediktinů stála raně křesťanská bazilika svatého Diviše (dnes sídlo biskupa ze Saint-Denis) s pohřebištěm francouzských králů. Jeho zásadní přestavbu roku 1122 zahájil opat Suger a dokončil ji v polovině 12. století. Je obecně považována za první stavbu francouzské katedrální gotiky na světě.

## Geografie
Sousední obce: Aubervilliers, Épinay-sur-Seine, L'Île-Saint-Denis, La Courneuve, Pierrefitte-sur-Seine, Saint-Ouen, Villetaneuse, Stains a Paříž.

## Vývoj počtu obyvatel
Počet obyvatel

## Slavní obyvatelé města
- Pierre Abélard (1079–1142), raně scholastický filozof a teolog
- Mathieu Béroalde (1520–1576), spisovatel
- Robert de Cotte (1656–1735), architekt
- Claude Monet (1840–1926), malíř a grafik
- Paul Signac (1863–1935), malíř
- Paul Éluard (1895–1952), básník

## Doprava
Město je dostupné z Paříže mnoha způsoby: metrem linkou 13, RER B, RER D a vlakem. Na území obce vedou dálnice A1 a A86.

## Partnerská města
- Córdoba, Španělsko
- Gera, Německo
- North Lanarkshire, Spojené království
- Porto Alegre, Brazílie
- Sesto San Giovanni, Itálie
- Tuzla, Bosna a Hercegovina